# SS Rembrandt
Het SS Rembrandt was een  vrachtschip dat van 1857 tot 1903 onder Nederlandse vlag voer en in 1913 werd gesloopt.
Bij haar oprichting in 1856 startte de KNSM met enkele gehuurde schepen en een "tweedehandsje": de Nina, die werd omgedoopt tot Ondine. Maar al direct werd een eerste order geplaatst bij de Schotse scheepswerf van Archibald Denny in Dunbarton, die de Rembrandt op 28 maart 1857 opleverde.
Het werd Nederlands eerste schip met een ijzeren  romp; het was een stoomboot en tegelijk driemaster. Het bruto registerton bedroeg 345 ton, netto tonnage 192,38. De snelheid was acht knopen. De stoommachine was gebouwd door Tulloch & Denny, eveneens in Dunbarton. Deze machine werd in 1874 bij John Cockerill in Seraing omgebouwd tot een Compound-stoommachine. Ook werd de ketel toen vernieuwd.
Toen op 1 november 1876 het Noordzeekanaal werd geopend, was de Rembrandt het eerste schip dat door de Sluizen van IJmuiden voer. Het schip kwam uit Bordeaux en was op weg naar de thuishaven Amsterdam.
Op 18 juli 1903 voer de Rembrandt voor het laatst door het Noordzeekanaal, op weg naar haar nieuwe eigenaar in Newcastle. Dit bleek slechts een tussenpersoon, want al in september 1903 werd het schip onder zijn nieuwe naam Bithynia ingeschreven in het scheepsregister van Syros. Al in 1905 werd het daar weer uitgeschreven, onder de vermelding "verkocht aan buitenlandse eigenaar". In 1913 is de Bithynia gesloopt.

## Scheepsmodellen
- Een zevenenhalf meter lang scheepsmodel van de Rembrandt uit 1926, gebouwd bij gelegenheid van het vijftigjarig bestaan van het Noordzeekanaal[3], werd teruggevonden in 1985. Na restauratie kreeg het een ereplaats in het IJmuider Zee- en Havenmuseum.[4]
- Ook in 1995 werd een scheepsmodel gemaakt van de Rembrandt, ditmaal anderhalve meter lang. Sinds 2007 hangt dit model in de buitenlandvaarderskapel van de Oude Kerk in Amsterdam.[5]